# Siekierki, Tỉnh West Pomeranian
Siekierki [ɕɛˈkʲɛrki] (tiếng Đức: Zäckerick) là một ngôi làng thuộc khu hành chính của Gmina Cedynia, thuộc quận Gryfino West Pomeranian Voivodeship, ở phía tây bắc Ba Lan, gần biên giới Đức. Nó nằm khoảng 9 kilômét (6 mi) phía nam Cedynia, 52 km (32 mi) phía nam Gryfino và 72 km (45 mi) phía nam thủ đô khu vực Szczecin.
Trước năm 1945, khu vực này là một phần của Đức. Đối với lịch sử của khu vực, xem Lịch sử của Pomerania.
Ngôi làng có dân số 173 người.

## Cư dân đáng chú ý
- Hans Schilling (phi công) (1892-1916), phi công trong Thế chiến thứ nhất của Đức